# HMS A8
Pour les articles homonymes, voir A8.
Le HMS A8 est un sous-marin de la Royal Navy. Il faisait partie du groupe 2 des premiers sous-marins britanniques de classe A, construit au cours de la première décennie du XXe siècle. Une deuxième classe A de sous-marins britanniques, très différente, est apparue vers la fin de la Seconde Guerre mondiale. Comme les autres membres de sa classe, il a été construit chez Vickers à Barrow-in-Furness.

## Conception
Le HMS A8 faisait partie de la première classe de sous-marins de conception britannique, bien que légèrement plus gros, plus rapide et plus lourdement armé que le navire de tête, le HMS A1. Ces sous-marins avaient une longueur totale de 32 mètres, un maître-bau de 3,9 m et un tirant d'eau moyen de 3,3 m. Ils avaient un déplacement de 190 tonnes en surface et 209 tonnes en immersion. Les sous-marins de classe A avaient un équipage de 2 officiers et 11 matelots.
Pour la navigation en surface, les navires étaient propulsés par un unique moteur à essence Wolseley à 16 cylindres de 450 chevaux-vapeur (336 kW) qui entraînait un unique arbre d'hélice. Lorsqu’ils étaient en immersion, l’hélice était entraînée par un moteur électrique de 150 chevaux (112 kW). Ils pouvaient atteindre 10 nœuds (19 km/h) en surface et 7 nœuds (13 km/h) sous l’eau. À la surface, le HMS A2 avait un rayon d'action de 320 milles marins (590 km) à 10 nœuds (19 km/h). En immersion, l’autonomie était de seulement 30 milles marins (56 km) à 5 nœuds (9,3 km/h).
Ces navires étaient armés de deux tubes lance-torpilles de 18 pouces (450 mm) à l’avant. Ils pouvaient transporter une paire de torpilles de rechange, mais en général, ils ne le faisaient pas, de sorte qu’ils devaient compenser leur poids par un poids équivalent de carburant.

## Engagements
Le HMS A8 a coulé, causant la perte de ses 15 membres d’équipage, à la suite d’un accident alors qu’il naviguait en surface dans le Plymouth Sound le 8 juin 1905. Plongeant soudain par l’avant, le sous-marin s’est rempli d’eau par l’écoutille du kiosque. Il a été récupéré quatre jours après l’accident, et un rivet desserré a été trouvé dans le bordé de l’étrave. Le sous-marin a ensuite été réparé, remis en service et utilisé pour l’entraînement pendant la Première Guerre mondiale avec le HMS A9, dans le cadre de la Première flottille sous-marine, en opération près de Devonport jusqu’au début de 1916. Il a été mis à la ferraille en octobre 1920 à Dartmouth.